# Liste d'œuvres de Mark Rothko
Cet article recense les œuvres de Mark Rothko.

## Liste

### Peintures
Dans son catalogue raisonné l'historien David Anfam recense 834 peintures effectuées par Rothko au cours de sa carrière, s'étalant des années 1925 jusqu’à sa mort en 1970. Dont 403 dans des collections publiques situées dans 16 pays différents, seul un échantillon est recensé ici. 

#### Années 1940
| Titre                                          | Technique       | Dimensions (cm) | Date         | Collection                                        | N° d'inventaire | Référence |
| ---------------------------------------------- | --------------- | --------------- | ------------ | ------------------------------------------------- | --------------- | --------- |
| Slow Swirl at the Edge of the Sea              | Huile sur toile | 191,4 × 215,2   | 1944         | Museum of Modern Art, New York, États-Unis        | 429.1981        |           |
| Untitled                                       |                 |                 | 1944         |                                                   |                 |           |
| Untitled                                       | Huile sur toile | 100,0 × 70,0    | v. 1946–1947 | Tate Modern, Londres, Royaume-Uni                 | T04147          |           |
| Untitled (14B)                                 | Huile sur toile | 138,4 × 100,3   | 1947         | Musée d'art contemporain, Los Angeles, États-Unis | 85.28           |           |
| No. 1 (Untitled)                               | Huile sur toile | 270,2 × 297,8   | 1948         | Museum of Modern Art, New York, États-Unis        | 1107.1969       |           |
| No. 5/No. 24                                   | Huile sur toile | 86,1 × 127,6    | 1948         | Museum of Modern Art, New York, États-Unis        | 1106.1969       |           |
| No. 19                                         |                 |                 | 1949         |                                                   |                 |           |
| No. 3/No. 13 (Magenta, Black, Green on Orange) | Huile sur toile | 216,5 × 164,8   | 1949         | Museum of Modern Art, New York, États-Unis        | 428.1981        |           |
| Yellow and Orange                              | Huile sur toile | 140,6 × 111,8   | 1949         | Musée d'art contemporain, Los Angeles, États-Unis | 89.26           |           |

#### Années 1950
| Titre                                                    | Technique                                      | Dimensions (cm) | Date         | Collection                                           | N° d'inventaire | Référence |
| -------------------------------------------------------- | ---------------------------------------------- | --------------- | ------------ | ---------------------------------------------------- | --------------- | --------- |
| No. 10                                                   | Huile sur toile                                | 229,6 × 145,1   | 1950         | Museum of Modern Art, New York, États-Unis           | 38.1952         |           |
| No. 5/No. 22                                             | Huile sur toile                                | 297,0 × 272,0   | 1950         | Museum of Modern Art, New York, États-Unis           | 1108.1969       |           |
| White Center (Yellow, Pink and Lavender on Rose) (en)    |                                                | 205,8 × 141,0   | 1950         | Collection privée (famille royale du Qatar)          |                 |           |
| Untitled                                                 | Huile sur toile                                | 190,0 × 101,1   | v. 1950–1952 | Tate Modern, Londres, Royaume-Uni                    | T04148          |           |
| No. 12                                                   |                                                |                 | 1951         |                                                      |                 |           |
| No. 6 (Violet, Green and Red) (en)                       | Huile sur toile                                |                 | 1951         | Collection privée                                    |                 |           |
| Untitled (en)                                            | Huile sur toile                                | 261,6 × 158,7   | 1952         | Collection privée                                    |                 |           |
| No. 61 (Rust and Blue) (en)                              | Huile sur toile                                | 292,7 × 233,7   | 1953         | Musée d'art contemporain, Los Angeles, États-Unis    | 84.9            |           |
| Untitled (Purple, White, and Red)                        |                                                |                 | 1953         |                                                      |                 |           |
| Untitled                                                 |                                                |                 | 1953-1954    |                                                      |                 |           |
| No 1 (Royal Red and Blue) (en)                           | Huile sur toile                                | 288,9 × 171,5   | 1954         | Collection privée                                    |                 |           |
| No. 9 (Dark over Light Earth/Violet and Yellow in Rose)  | Huile sur toile                                | 211,5 × 172,2   | 1954         | Musée d'art contemporain, Los Angeles, États-Unis    | 87.22           |           |
| Untitled (Red, Black, Orange and Pink on Yellow)         | Huile, œuf et colle sur toile                  | 230,4 × 139,4   | 1954         | Collection privée                                    | L04001          |           |
| Untitled (Yellow and Blue) (de)                          | Huile sur toile                                | 242,0 × 186,0   | 1954         | Collection privée                                    |                 |           |
| Orange and Yellow                                        | Huile sur toile                                | 231,1 × 180,3   | 1956         | Galerie d'art Albright-Knox, Buffalo, États-Unis     | K1956.8         |           |
| Black in Deep Red (en)                                   | Huile sur toile                                | 276,2 × 136,5   | 1957         | Collection privée                                    |                 |           |
| Light Red Over Black                                     | Huile sur toile                                | 230,6 × 152,7   | 1957         | Tate Modern, Londres, Royaume-Uni                    | T00275          |           |
| N°14 (White and Greens in Blue)                          | Huile sur toile                                | 258,0 × 208,0   | 1957         | Collection privée                                    |                 |           |
| No. 46 (Black, Ochre, Red Over Red)                      | Huile sur toile                                | 252,7 × 207,0   | 1957         | Musée d'art contemporain, Los Angeles, États-Unis    | 85.24           |           |
| Purple Brown                                             | Huile sur toile                                | 213,4 × 184,8   | 1957         | Musée d'art contemporain, Los Angeles, États-Unis    | 88.14           |           |
| Red and Brown                                            | Huile sur toile                                | 175,3 × 109,9   | 1957         | Musée d'art contemporain, Los Angeles, États-Unis    | 88.16           |           |
| Black on Maroon                                          | Huile et acrylique sur toile                   | 266,7 × 241,3   | 1958         | Tate Modern, Londres, Royaume-Uni                    | T01166          |           |
| Black on Maroon                                          | Huile, acrylique, tempera et pigment sur toile | 266,7 × 381,2   | 1958         | Tate Modern, Londres, Royaume-Uni                    | T01031          |           |
| Black on Maroon                                          | Huile, tempera et acrylique sur toile          | 228,6 × 207,0   | 1958         | Tate Modern, Londres, Royaume-Uni                    | T01170          |           |
| Four Darks in Red (en)                                   | Huile sur toile                                | 259,1 × 294,6   | 1958         | Whitney Museum of American Art, New York, États-Unis | 68.9            |           |
| N° 10 (en)                                               | Huile sur toile                                | 239,4 × 175,9   | 1958         | Collection privée                                    |                 |           |
| No. 16 (Red, Brown, and Black)                           | Huile sur toile                                | 270,8 × 297,8   | 1958         | Museum of Modern Art, New York, États-Unis           | 21.1959         |           |
| No. 37/No. 19 (Slate Blue and Brown on Plum)             | Huile sur toile                                | 241,9 × 229,0   | 1958         | Museum of Modern Art, New York, États-Unis           | 389.1961        |           |
| Black on Maroon                                          | Huile, acrylique et tempera sur toile          | 266,7 × 457,2   | 1959         | Tate Modern, Londres, Royaume-Uni                    | T01163          |           |
| Black on Maroon                                          | Huile, acrylique et tempera sur toile          | 266,7 × 228,6   | 1959         | Tate Modern, Londres, Royaume-Uni                    | T01164          |           |
| No. 301 (Reds and Violet over Red/Red and Blue over Red) | Huile sur toile                                | 236,9 × 205,7   | 1959         | Musée d'art contemporain, Los Angeles, États-Unis    | 88.15           |           |
| Red on Maroon                                            | Huile, acrylique et colle sur toile            | 182,9 × 457,2   | 1959         | Tate Modern, Londres, Royaume-Uni                    | T01167          |           |
| Red on Maroon                                            | Huile, acrylique et colle sur toile            | 182,9 × 457,2   | 1959         | Tate Modern, Londres, Royaume-Uni                    | T01169          |           |
| Red on Maroon                                            | Huile, acrylique et tempera sur toile          | 266,7 × 238,8   | 1959         | Tate Modern, Londres, Royaume-Uni                    | T01165          |           |
| Red on Maroon                                            | Huile, pigments et colle sur toile             | 266,7 × 457,2   | 1959         | Tate Modern, Londres, Royaume-Uni                    | T01168          |           |

#### Années 1960 et 1970
| Titre                                            | Technique                                    | Dimensions (cm) | Date      | Collection                                        | N° d'inventaire | Référence |
| ------------------------------------------------ | -------------------------------------------- | --------------- | --------- | ------------------------------------------------- | --------------- | --------- |
| Black on Dark Sienna on Purple                   | Huile sur toile                              | 304,8 × 266,7   | 1960      | Musée d'art contemporain, Los Angeles, États-Unis | 86.21           |           |
| No. 14 (Horizontals, White over Darks)           | Huile sur toile                              | 143,3 × 237,0   | 1961      | Museum of Modern Art, New York, États-Unis        | 647.1967        |           |
| No. 22 (Untitled)                                | Huile, acrylique et technique mixe sur toile | 201,9 × 176,5   | 1961      | Galerie d'art Albright-Knox, Buffalo, États-Unis  | 1985:9          |           |
| Orange, Red, Yellow                              | Acrylique sur toile                          | 236,2 × 206,4   | 1961      | Collection privée                                 |                 |           |
| No. 14 (Browns over Dark)                        | Huile et acrylique sur toile                 | 228,5 × 176,0   | 1963      | Musée national d'Art moderne, Paris, France       | AM 1976-1015    |           |
| Untitled (Black, Red over Black on Red)          | Huile sur toile                              | 205,0 × 193,0   | 1964      | Musée national d'Art moderne, Paris, France       | AM 2007-126     |           |
| Ensemble de 14 peintures pour la chapelle Rothko |                                              |                 | 1964-1967 | Chapelle Rothko, Houston, États-Unis              |                 |           |
| Untitled                                         |                                              |                 | 1967      |                                                   |                 |           |
| Untitled                                         | Peinture polymère sur papier                 | 45,4 × 60,8     | 1968      | Museum of Modern Art, New York, États-Unis        | 463.1986        |           |
| Untitled                                         | Peinture polymère et encre sur papier        | 102,2 × 67,4    | 1969      | Museum of Modern Art, New York, États-Unis        | 460.1986        |           |
| Untitled                                         | Acrylique sur papier                         | 173,0 × 123,5   | 1969      | Tate Modern, Londres, Royaume-Uni                 | T04149          |           |
| Untitled (Black on Grey) (en)                    | Acrylique sur toile                          | 203,3 × 175,5   | 1969-1970 | Musée Solomon R. Guggenheim, New York, États-Unis | 86.3422         |           |
| Untitled                                         | Peinture polymère sur toile                  | 198,1 × 168,2   | 1969-1970 | Museum of Modern Art, New York, États-Unis        | 394.1986        |           |
| Untitled (Black and Gray)                        | Acrylique sur toile                          | 172,7 × 153,0   | 1970      | Musée d'art contemporain, Los Angeles, États-Unis | 85.27           |           |

### Dessins
| Titre                  | Technique                                      | Dimensions (cm) | Date      | Collection                                        | N° d'inventaire | Référence |
| ---------------------- | ---------------------------------------------- | --------------- | --------- | ------------------------------------------------- | --------------- | --------- |
| ＃7599 Untitled (1280) | Aquarelle sur papier (double face)             | 57,1 × 39,4     | v. 1943   | Musée d'art contemporain, Los Angeles, États-Unis | 96.154          |           |
| Untitled               | Encre et crayon sur papier                     | 57,5 × 39,3     | 1944      | Museum of Modern Art, New York, États-Unis        | 462.1986        |           |
| Untitled               | Aquarelle, tempera, encre et crayon sur papier | 54,0 × 74,9     | 1944-1946 | Museum of Modern Art, New York, États-Unis        | 459.1986        |           |
| Untitled               | Aquarelle et encre sur papier                  | 535,0 × 356,0   | v. 1944   | Tate Modern, Londres, Royaume-Uni                 | T14035          |           |
| Archaic Idol           | Encre et gouache sur papier                    | 55,6 × 76,2     | 1945      | Museum of Modern Art, New York, États-Unis        | 157.1978.a-b    |           |
| Untitled               | Aquarelle et gouache sur papier                | 54,7 × 75,8     | 1945      | Museum of Modern Art, New York, États-Unis        | 149.1991        |           |
| Untitled               | Aquarelle et encre sur papier                  | 102,0 × 66,6    | 1945-1946 | Museum of Modern Art, New York, États-Unis        | 461.1986        |           |
| Newman by Rothko       | Encre sur papier                               | 20,3 × 26,7     | 1949      | Museum of Modern Art, New York, États-Unis        | SC147.1999      |           |

### Gravures
| Titre    | Technique | Dimensions (cm) | Date    | Collection                                 | N° d'inventaire | Référence |
| -------- | --------- | --------------- | ------- | ------------------------------------------ | --------------- | --------- |
| Untitled | Eau-forte | 17,7 × 12,4     | v. 1951 | Museum of Modern Art, New York, États-Unis | 319.1985        |           |